# Chrysotimus bifurcatus
Chrysotimus bifurcatus är en tvåvingeart som beskrevs av Wang 2006. Chrysotimus bifurcatus ingår i släktet Chrysotimus och familjen styltflugor. Inga underarter finns listade i Catalogue of Life.